# نئوسوسیالیسم
نئوسوسیالیسم (به فرانسوی: Néo-socialisme) نام یک جناح سیاسی در فرانسه در طول دهه ۱۹۳۰ و در بلژیک در حدود همان زمان بود که شامل چندین گرایش تجدیدنظرطلبی در بخش فرانسوی کارگران بین‌المللی (SFIO) می‌شد. گام به گام، شکاف آن از انقلابیان مارکسیسم و سوسیالیسم اصلاح طلب بیشتر شد و بجای آن، دفاع از «انقلاب» یا انقلاب ساختاری کردند. نئوسوسیالیسم آمد تا به مخالفت با اکثریت سوسیالیستها در مجلس ملی فرانسه بپردازد و بدین ترتیب این جناح از کارگران بین‌المللی اخراج شد.
نئوسوسیالیست‌ها در رابطه با سیاست‌های فاشیستی در فرانسه، فاشیسم ایتالیا را تحسین کردند. این گرایش ایدئولوژیک بعد از آن موجب تشکیل حزب نئوسوسیالیست گردید؛ حزبی که طرفدار سیاست‌های استبدادی و یهودستیزی و همچنین همکاری صمیمی با نازی‌ها بود.